# Barra de Guabiraba
Barra de Guabiraba é um município brasileiro do estado de Pernambuco. Administrativamente, Barra de Guabiraba é formada apenas pelo distrito sede.

## História
As terras onde se localiza hoje o município pertenciam ao sítio Guabiraba. O nucleamento do povoado ocorreu após a construção da capela de São João pelo proprietário do sítio, Manuel Laurentino dos Santos, em 1905. A fertilidade do solo, propício á cultura da cana-de-açúcar concorreu para o povoamento, que logo passou a contar com uma feira. Inicialmente o local foi denominado São João da Barra. O distrito  de Barra de São João foi criado pela lei municipal nº 59, de 25 de Junho de 1915. Pelo decreto-lei estadual nº 235, de 9 de Dezembro de 1938, o distrito de Barra de São João passou a denominar-se Itapecó. Passou a denominar-se Guabiraba pelo decreto-lei estadual nº 952, de 31 de Dezembro de 1943. Pertencia ao município de Bonito. Foi elevado à categoria de município com a denominação Barra de Guabiraba, pela lei estadual nº 3340, de 31 de Dezembro de 1958.

## Geografia
Localiza-se a uma latitude 08º25'12" sul e a uma longitude 35º39'29" oeste, estando a uma altitude de 482 metros. Sua população estimada em 2010 era de 12.765 habitantes.
O relevo de Barra de Guabiraba faz parte da unidade das Superfícies Retrabalhadas, composta pelo mar de morros que antecede o Planalto da Borborema. A vegetação é composta por floresta subperenifólia, com partes de floresta hipoxerófila.
O município de Barra de Guabiraba encontra-se totalmente inserido nos domínios da bacia hidrográfica do Rio Sirinhaém e tem como principais tributários  o Rio Sirinhaém e os riachos Seco e Tanque de Piabas, todos de regime intermitente.